# Lupparia pallidula
Lupparia pallidula är en kackerlacksart som först beskrevs av Bolivar 1897.  Lupparia pallidula ingår i släktet Lupparia och familjen småkackerlackor. Inga underarter finns listade i Catalogue of Life.